# Base navale de Ngong Shuen Chau

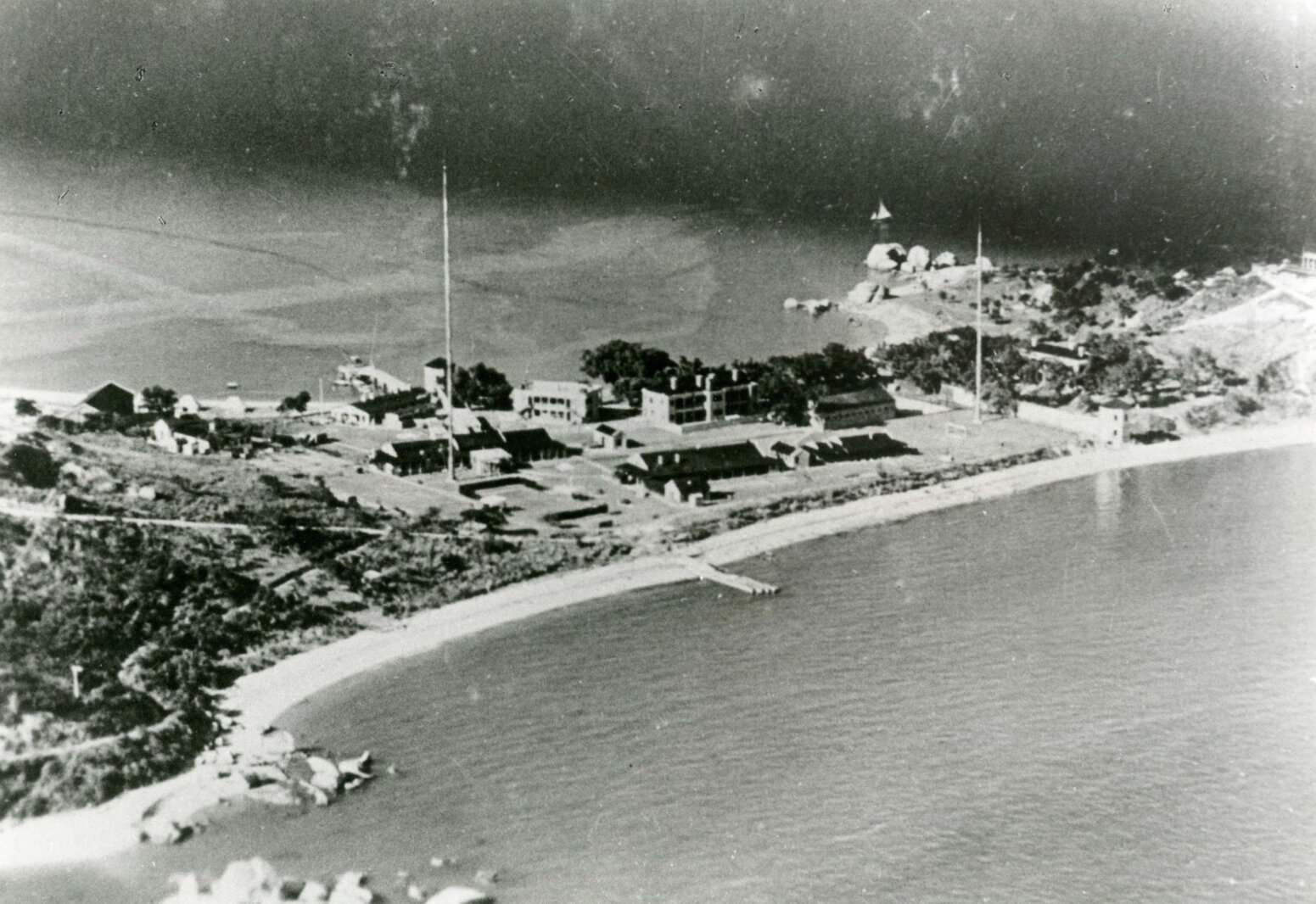
Stonecutter Island dans les années 1930.

Le base navale de Ngong Shuen Chau (昂船洲海軍基地) est une petite installation militaire de la marine de l'armée populaire de libération chinoise située à Hong Kong sur l'île de Ngong Shuen Chau. Elle accueille l'escadre 38081 de la flotte de la mer méridionale (en). La zone entourant la base est interdite au trafic maritime civil.

## Histoire
La base navale est construite par des entrepreneurs privés pendant la période de rétrocession en 1996-1997 et est l'une des rares installations militaires qui n'a pas été transférée des Britanniques. Elle est située sur la rive sud de l'ancienne île de Stonecutter Island et localisée au sud de l'ancienne base navale HMS Tamar (actuel Government Dockyard). La majeure partie de l'installation est créée à partir d'un projet de dragage et de remplissage au début des années 1990 en prévision du déménagement de Tamar et de la rétrocession. Les anciens bâtiments et installations de loisirs sont hérités du corps du service militaire de Hong Kong (en). De nombreux bâtiments de la base datent des années 1930, mais certains remontent aux années 1870.
Liste des bâtiments historiques de l'installation navale :
- NAAFI (en)
- Lido - Installations de loisirs dont une piscine
- Bâtiment 31 - Rive-Sud
- Bâtiment 23 (ancienne caserne de pompiers) - Rive-Sud
- Bâtiment 25 - Rive-Sud
- Salle d'attente du ferry
- Shaffies Curry House - Rive-Sud
- Ancienne prison militaire
- Colchester Road
- Didcot Road
- Upside-Down Hous (24 Rive-Sud)
- Dépôt de munitions et bunkers
- Sous-dépôt de munitions
- Quartiers des officiers mariés
- Centre médical
- Caserne 25 - construite en 1905
- Ancienne batterie Centurion
- Batterie Ouest
- Batterie Est
- Tours de guet
- Batterie de tir de la rive sud
- Dépôt d'armement
- Mess des officiers
- Ancienne tour de guet 1870
- Quartiers de Wuthering Height
- Église de la garnison Sainte-Barbe
- Quai Est
- Station émettrice
- Station de réception
- Batterie centrale

Les routes à l'intérieur de la base portaient autrefois des noms britanniques, mais elles ont depuis été abandonnées :
- Colchester Road
- Didcot Road

Le visiteur le plus important de la base fut Hu Jintao en 2007.

## Navires
Divers navires de la marine de l'armée populaire de libération passent par la base, mais seuls quelques navires restent stationnés de manière semi-permanente.
| Classe ou nom              | Chantier naval                     | Type                      | Quantité | Année d'entrée en service | Détails | Photos |
| -------------------------- | ---------------------------------- | ------------------------- | -------- | ------------------------- | --- | ------ |
| Type 056                   | Chantier naval de Huangpu, Canton  | Corvette                  | 2        | 2013                      | 596 惠州 / Huizhou 597 钦州 / Qinzhou - 1 canon AK-176 76mm - 2 canons 30mm - 4 cellules pour YJ-83 - 8 cellules pour TY-90 - 2 triple tubes lance-torpilles 324mm                                      |        |
| Classe Yuhai Type 074 (en) | Chantier naval de Wuhu, Anhui      | Navire de guerre amphibie | 3        | 2017-8                    | 3357, 3358, et 3359 2 canons 25mm |        |
| Type 721                   | Chantier naval de Guiyang, Guangxi | Navire de transport léger | 2        | Années 1990               | 42 m de long, 8,8 de large et 2,14 m de haut. Déplacement complet de 140 tonnes, vitesse de 33 nœuds et portée maximale de 300 milles marins. Il peut transporter 70 personnes et 2 tonnes de matériel. |        |

## Équipements
Comme l'ancienne base HMS Tamar, Ngong Shuen Chau est une installation navale discrète.
L'accès à la base se fait via Chi Ngong Road, mais l'accès au chantier naval est restreint et les zones environnantes sont clôturées. Une zone fortement boisée au nord protège la base des visiteurs indésirables.
- Bassin et poste d'amarrage en béton
- Caserne navale
- Zone d'exercice
- Terrains de parade
- Nombreux bâtiments navals de faible hauteur
- Cinéma de la base navale de Ngong Shuen Chau[2]

Pendant les mois d'été, la base est ouverte au public, mais est sinon fermée pendant la majeure partie de l'année.